# Francisco Juániz de Muruzábal y Ocáriz
Francisco Juániz de Muruzábal y Ocáriz, también llamado Martín Francisco Juániz de Muruzábal y Echalaz (baut. 29 de diciembre de 1624-Murcia, 17 de diciembre de 1695), fue un noble, religioso y hombre de estado español.

## Biografía
Hijo de Martín Juániz de Muruzábal y Echalaz y de Luisa de Ocariz, comenzó sus estudios en su villa natal, y pasó después a completar su grado de bachiller en cánones a Pamplona. En 1650 se trasladó a la Universidad de Salamanca, estudiando en el Colegio de San Bartolomé, donde se licenció en la misma disciplina. Dos años más tarde le fue concedido el hábito de la Orden de Santiago.
Tras servir varias cátedras, el rey le concedió en 1660 una plaza de oidor en la Real Audiencia de Sevilla, pasando cinco años después con el mismo cargo a la Real Audiencia de Granada, de la que terminó siendo presidente, cargo que también ocupó en la Real Audiencia y Chancillería de Valladolid. En 1686 el rey le concedió una plaza en el Consejo Real, y en 1691 le hizo merced del marquesado de Zabalegui. En 1695 fue nombrado para ocupar la silla episcopal de Cartagena, falleciendo en la ciudad de Murcia el mismo año.
| Predecesor: Antonio Medina Chacón | Obispo de Cartagena 1695 | Sucesor: Francisco Fernández Angulo |

## Referenencias
1. ↑  Guerra, Juan Carlos (15 de noviembre de 1912). «Datos para la historia nobiliaria de Navarra». Revista de Historia y de Genealogía Española (10): pp. 450-451.
2. ↑  «ZABALEGUI, Marqués de». Diputación Permanente y Consejo de Grandeza de España y Títulos del Reino. Búsqueda en «Guía de Títulos». Madrid. Consultado el 13 de septiembre de 2020.